# David Pujadas

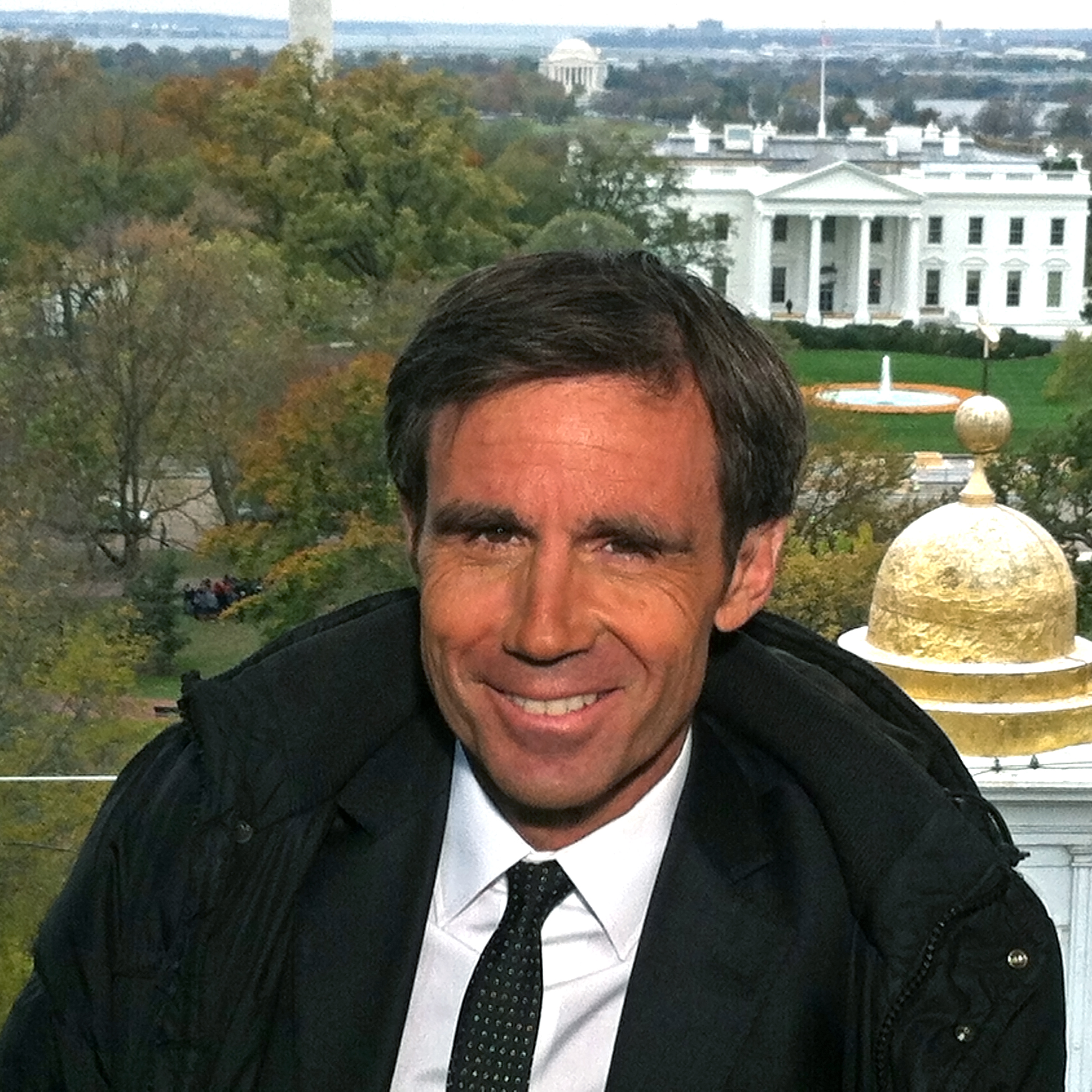
David Pujadas, 2012

David Pujadas (* 2. Dezember 1964 in Barcelona, Spanien) ist ein französischer Fernsehjournalist, Fernsehmoderator und Nachrichtensprecher. Er präsentierte von 2001 bis 2017 die Hauptnachrichtensendung des öffentlich-rechtlichen Senders France 2.

## Leben

### Frühe Jahre
David Pujadas kam 1964 in Barcelona als Sohn eines Übersetzers und einer Dolmetscherin zur Welt. Er studierte in Frankreich, unter anderem am Institut d’études politiques de Paris (Sciences Po) und der Universität Aix-en-Provence. Ab 1988 besuchte er die staatliche Journalismusschule, das Centre de formation des journalistes in Paris.

### Karriere beim Fernsehen
Pujadas’ Laufbahn als Fernsehjournalist begann 1989 bei TF1, dem größten privaten Fernsehsender Frankreichs. Für diesen berichtete er von Schauplätzen bedeutender Ereignisse der Zeit, etwa vom Zweiten Golfkrieg 1991 und der Belagerung von Sarajevo 1992.
Nach einer anschließenden Tätigkeit für den zur TF1-Gruppe gehörenden Nachrichtensender La Chaîne Info (LCI) verließ Pujadas das private Medienunternehmen 2001 zugunsten der öffentlich-rechtlichen Sendeanstalt France Télévisions. Dort präsentierte er fortan nahezu täglich 20 heures, die Hauptnachrichtensendung des Programms France 2 um 20 Uhr, zudem politische Diskussionssendungen wie Des paroles et des actes. Am 11. September 2001, etwa eine Woche nach Beginn seiner Tätigkeit für 20 heures, moderierte er den Großteil der etwa acht Stunden langen Berichterstattung über die Terroranschläge in den USA.
2017 ersetzte France Télévisions Pujadas nach 16 Jahren durch die Journalistin Anne-Sophie Lapix als Moderatorin der 20-Uhr-Nachrichten auf France 2. Noch im selben Jahr gründete Pujadas eine eigene Produktionsfirma, Particules Productions, mit der er eine Sendung zu aktuellen Themen konzipierte, die seither auf LCI unter dem Titel 24 h Pujadas montags bis freitags von 18 bis 20 Uhr ausgestrahlt wird; Pujadas moderiert vier der fünf wöchentlichen Ausgaben selbst.

### Privatleben
Aus einer geschiedenen Ehe und einer späteren Beziehung hat David Pujadas insgesamt drei Töchter und einen Sohn.